# コアトレーニング
コアトレーニングとは身体のコア（核）となる脊柱（体幹）に近い部分から意識的、優先的に鍛えるトレーニング様式。インナー・マッスル・トレーニングともいう。
体幹筋にあたる腹横筋（ふくおうきん）、多裂筋（たれつきん）、横隔膜（おうかくまく）、骨盤底筋（こつばんていきん）などを集中的に鍛えることによって身体バランス、「動き」を改善する。
コアトレーニングのイメージとして「フルカン」「リング」「ニュートラルスパイン」などが使われる。
体幹部を鍛えることで、多くの競技に通じる、汎用性に富んだ能力向上を図る。
筋肉は本来、体幹に近い物ほど大きく高出力に出来ているため運動能力への寄与も大きい。
逆に末端部を優先して鍛えるとコアの働きを阻害し柔軟性が失われるため「動き」が悪化する上、故障に繋がるといわれ、最近は敬遠されることが多い。
トレーニングにはバランスボールが用いられることもある。